# Klappaltar von Kairo
Als Klappaltar von Kairo wird ein Altarbild im Ägyptischen Museum in Kairo bezeichnet, auf dem König (Pharao) Echnaton, dessen Große Königliche Gemahlin Nofretete und drei ihrer Kinder dargestellt sind. Das aus Kalkstein bestehende Altarbild mit der Inventarnummer JE 44865 hat eine Größe von 43,5 × 39 cm und wurde 1912 in Tell-el Amarna im Stadtbezirk, Haus Q 47, 16 von Ludwig Borchardt entdeckt. Gustave Lefebvre wählte dieses Objekt am 20. Januar 1913 bei der Fundteilung anstelle der Nofretete-Büste für die ägyptische Verwaltung für Altertümer (Service d’Antiquités Égyptiennes).

## Beschreibung
Auf der linken Seite sieht man Echnaton auf einem Schemel sitzen. Vor ihm steht die älteste Tochter, Meritaton, der er ein Schmuckstück reicht. Ihm gegenüber sitzt auf der rechten Seite Königin Nofretete, auf deren Schoß zwei Töchter spielen. Es handelt sich um Maketaton und Anchesenpaaton. Im oberen Feld, in der Mitte des Altars, findet man die Sonnenscheibe des Aton, dessen Strahlen in Händen enden, die das Lebenszeichen (Anch) halten und so den Dargestellten Leben bringen. Im Bildfeld befinden sich diverse Inschriften, die die Namen und Titel der abgebildeten Personen nennen. Der Altar ist an drei Seiten von einem Schriftband umrahmt und die Hieroglyphen enthalten zum Teil noch die blaue Farbe, mit der sie ausgemalt wurden. Am Sockel des Altars befinden sich zu beiden Seiten kleine Bohrungen, die darauf hindeuten, dass das Altarbild mit zwei Türflügeln aus Holz verschlossen wurde.
Der sogenannte „lehrhafte Name“ des Aton ist hier noch in seiner ersten Fassung genannt. Die Datierung erfolgt aufgrund dessen, der Darstellung der drei Töchter und den für diese Zeit der Amarna-Periode typischen Merkmale in das Ende der ersten Regierungshälfte Echnatons.
Solche Altare sind typisch für die Amarna-Periode im alten Ägypten und wurden vor allem bei den Ausgrabungen in Amarna, der damaligen Hauptstadt von Echnaton, „Achet-Aton“, gefunden. Es handelt sich dabei um Altare, die in privaten Kapellen oder Häusern aufgestellt wurden und so die königliche Familie und der Sonnengott Aton verehrt werden konnten.

## Angebliche Fälschung
Der Spiegel griff 2009 einen bereits 2008 von dem Ägyptologen Rolf Krauss in der englischsprachigen Zeitschrift KMT veröffentlichten Artikel (Why Nefertiti went to Berlin)  auf. Im Zusammenhang zur These, dass die Büste der Nofretete eine Fälschung sei, halte er auch den Klappaltar von Kairo für eine Fälschung. Von den insgesamt neun Begründungen für seine Vermutung führte Krauss unter anderem an, das Wort Maat (Wahrheit) sei in Hieroglyphen an vier Stellen falsch geschrieben worden. Er bemängelt ebenfalls, dass Echnaton als Linkshänder dargestellt ist, was seiner Ansicht nach der altägyptischen Ikonographie widerspricht. Die gelbe Verwitterung an dem Stein sei nur vorgetäuscht und keine Patina, wie Farbanalysen bestätigt hätten. Zustimmung fand Krauss bei dem Ägyptologen Christian Loeben, der „das Relief als ein Pasticcio, ein in betrügerischer Absicht gefertigten Stil-Mischmasch“, bezeichnete, sowie von Martin von Falck, der die von Krauss „genannten Gründe als überzeugend findet, um das Altarbild stark in Zweifel zu ziehen.“ Der ehemalige Direktor des Ägyptischen Museums Berlin, Dietrich Wildung, widersprach dem. Michael E. Habicht behandelte dieses Thema ebenfalls in seiner 2011 erschienenen Veröffentlichung Nofretete und Echnaton. Das Geheimnis der Amarna-Mumien., wobei er alle neun von Krauss genannten Verdachtsmomente kritisch im Zusammenhang betrachtete und widerlegte.